# English Coonhound
Der English Coonhound ist eine nicht  von der FCI anerkannte Hunderasse aus den USA, die zu den Coonhounds gezählt wird. Die Rasse wird vom UKC anerkannt und vom AKC im Rahmen einer möglichen Anerkennung in der Miscellaneous Class geführt.
Der English Coonhound wurde im 19. Jahrhundert in Virginia, Tennessee und Kentucky gezüchtet. Er ist kleiner als der Black and Tan Coonhound, wie dieser ist er ein Jagdhund für die Waschbärenjagd.
Auch wenn der Name etwas anderes vermuten ließe, ist er eine rein US-amerikanische Hunderasse. Sein Name lässt vermuten, dass seine Vorfahren auch aus England kommen. Die Hunde werden bis 68 cm groß. Ihr Fell ist typischerweise kurz und hart, meist rot oder blau getüpfelt, dreifarbig mit Tüpfelung. Die Ohren hängen lang herab und sind dünn.